# プラサス・デ・ソベラニア
プラサス・デ・ソベラニア 、プラサスデソベラニア（スペイン語：Plazas de soberanía、「主権の及ぶ土地」）は、19世紀から20世紀にかけて用いられた、スペインが北アフリカに領有する地域を指す歴史的名称である。時には北アフリカにあるスペイン領全てを指す名称として使われるかもしれないが、現時点では廃れた名称である。

## 概要
プラサス・デ・ソベラニアは大小5つに分けられる。セウタ、メリリャの2つの自治都市、チャファリナス諸島、ペニョン・デ・アルセマス、ペニョン・デ・ベレス・デ・ラ・ゴメラである。これらから遠く離れた、セウタの西にある無人島ペレヒル島は2002年に起きたペレヒル島事件（es、モロッコが島を不法占拠した）の舞台となった場所である。これらは以後述べるように、スペインの主権が及ぶ地域である。スペインが北アフリカに領有する地域は、歴史上のものであったことはなく、本質的には『誰のものでもない土地』（en）である。同様に、アルボラン島はスペインとモロッコ両国が伝統的に主権の及ぶ地としているが、行政上はアルメリア県に属している。

## 一覧

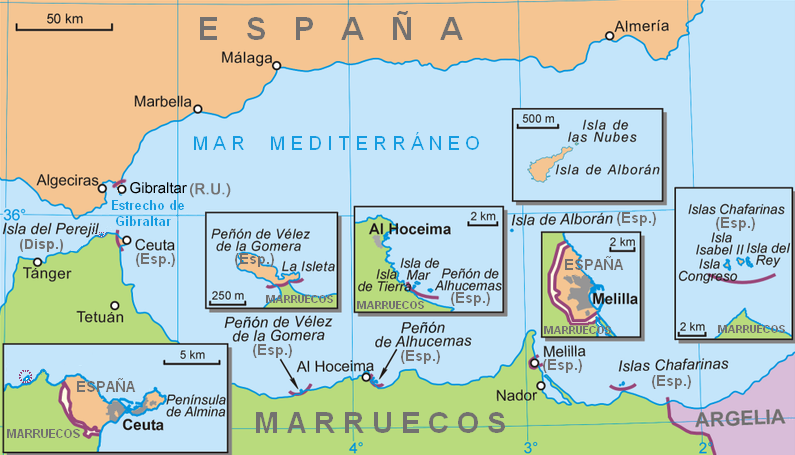
北アフリカにあるスペイン領を示した地図

| Territory                            | 緯度経度                                                                  | 面積 (ha) |
| ------------------------------------ | ------------------------------------------------------------------------- | --------- |
| ペニョン・デ・ベレス・デ・ラ・ゴメラ | 北緯35度10分21.29秒 西経4度18分2.89秒 / 北緯35.1725806度 西経4.3008028度  | 1.9       |
| アルセマス諸島                       |                                                                           | 4.6       |
| ペニョン・デ・アルセマス             | 北緯35度12分48秒 西経3度53分21秒 / 北緯35.21333度 西経3.88917度           | 1.5       |
| ティエラ島                           | 北緯35度12分55.83秒 西経3度54分8.10秒 / 北緯35.2155083度 西経3.9022500度  | 1.7       |
| マル島                               | 北緯35度13分3.65秒 西経3度54分2.69秒 / 北緯35.2176806度 西経3.9007472度   | 1.4       |
| チャファリナス諸島                   |                                                                           | 52.5      |
| コングレソ島                         | 北緯35度10分43.90秒 西経2度26分28.31秒 / 北緯35.1788611度 西経2.4411972度 | 25.6      |
| イサベル2世島                        | 北緯35度10分55.77秒 西経2度25分46.90秒 / 北緯35.1821583度 西経2.4296944度 | 15.3      |
| レイ島                               | 北緯35度10分51.72秒 西経2度25分24.96秒 / 北緯35.1810333度 西経2.4236000度 | 11.6      |

その他
- アルボラン島 北緯35度56分21秒 西経3度2分9秒 / 北緯35.93917度 西経3.03583度
- ペレヒル島 北緯35度54分50秒 西経5度25分7秒 / 北緯35.91389度 西経5.41861度

## 現在の地位
1995年、セウタとメリリャは自治州と同格の自治都市へ格上げされた。これ以外の小さな島々は駐留するスペイン軍以外の定住人口はなく、スペイン政府直轄地となっている。小さな島々はセウタやメリリャの一部であったことはなく、どの県にも属さず、特殊な状況にある。プラサス・デ・ソベラニアはスペイン本土と同様に、EUの一部である。プラサス・デ・ソベラニアはしばしばリーフ族から攻撃されてきた。1936年の反共和制軍事クーデター後、初めてバンド・ナシオナル（右派の反共和制集団）が行動を開始したのは、プラサス・デ・ソベラニアにてであった。
1956年、スペインはモロッコ王国の独立を承認しスペイン保護領モロッコを廃止した。保護領成立以前からスペインが支配するプラサス・デ・ソベラニアは保護領に含まれていなかったので、その地位に変化はなかった。
スペインが北アフリカに領有する地域は、大モロッコ思想を持つモロッコの国土回復運動の標的となっている。しかしスペインはその主権についてモロッコと交渉したことは一度もない。